# Brett Eibner
Pour les articles homonymes, voir Eibner.
Brett Eibner, né le 2 décembre 1988, est un ancien joueur de baseball qui a évolué comme frappeur dans la Ligue majeure de baseball pour les Royals de Kansas City, les Athletics d'Oakland, les Dodgers de Los Angeles et comme lanceur pour les Marlins de Miami